# Lista de prefeitos de São João del-Rei
Esta é a lista de prefeitos e vice-prefeitos do município de São João del-Rei, estado brasileiro de Minas Gerais (incompleta).

## Período monárquico
| Nº | Nome                                       | Início do mandato | Fim do mandato | Observações                                                  |
| —  | José Bernardo de Figueiredo                | 1816              | 1820           | Desembargador, Juiz de Fora e Presidente da Câmara Municipal |
| —  | Francisco de Paula de Almeida Magalhães    | 1831              | 1835           | Presidente da Câmara Municipal                               |
| —  | Antonio Fernandez Moreira                  | 1839              | 1844           | Presidente da Câmara Municipal                               |
| —  | Bernardino de Souza Caldas                 | 1844              | 1847           | Presidente da Câmara Municipal                               |
| —  | Francisco José Teixeira, (Barão de Itambé) | 1847              | 1852           | Presidente da Câmara Municipal                               |
| —  | Antonio Fernandez Moreira                  | 1852              | 1855           | Presidente interino da Câmara Municipal                      |
| —  | Salathiel de Andrade Braga                 | 1855              | 1858           | Presidente da Câmara Municipal                               |
| —  | José Pedro Guimarães                       | 1858              | 1862           | Presidente da Câmara Municipal                               |
| —  | Custódio de Almeida Magalhães              | 1862              | 1865           | Presidente da Câmara Municipal                               |
| —  | Francisco de Paula d’Assumpção             | 1865              | 1870           | Presidente da Câmara Municipal                               |
| —  | Domingos da Silva Alves                    | 1870              | 1877           | Presidente da Câmara Municipal                               |
| —  | Balbino Cândido da Cunha                   | 1877              | 1883           | Presidente da Câmara Municipal                               |
| —  | Martiniano Ribeiro Bastos                  | 1883              | 1888           | Vice-Presidente da Câmara Municipal                          |
| —  | Paulo Freitas de Sá                        | 1888              | 1890           | Presidente da Câmara Municipal                               |

## Período republicano
| Nº | Intendente ou Agente-Executivo     | Imagem | Partido                         | Início do mandato      | Fim do mandato         | Observações               |
| 1  | Dr. João Salustiano Moreira Mourão |        | Partido Republicano Mineiro PRM | 1° de janeiro de 1890  | 31 de dezembro de 1891 | Presidente da Intendência |
| 2  | Antônio Francisco da Rocha         |        | Partido Republicano Mineiro PRM | 1° de janeiro de 1892  | 31 de dezembro de 1897 | Agente Executivo          |
| 3  | Joaquim Domingos Leite de Castro   |        | Partido Republicano Mineiro PRM | 1° de janeiro de 1898  | 26 de dezembro de 1909 | Agente Executivo          |
| 4  | Antônio Gonçalves Coelho           |        | Partido Republicano Mineiro PRM | 27 de dezembro de 1909 | 5 de janeiro de 1912   | Agente Executivo          |
| 5  | Odilon Barrot Martins de Andrade   |        | Partido Republicano Mineiro PRM | 6 de janeiro de 1912   | 31 de dezembro de 1922 | Agente Executivo          |
| 6  | Basílio de Magalhães               |        | Partido Republicano Mineiro PRM | 1° de janeiro de 1923  | 16 de abril de 1927    | Agente Executivo          |
| 7  | Antônio de Andrade Reis            |        | Partido Republicano Mineiro PRM | 17 de abril de 1927    | 9 de dezembro de 1930  | Agente Executivo          |

### Prefeitos
| Nº | Prefeito                                      | Imagem | Partido                                           | Vice-Prefeito                                    | Início do mandato      | Fim do mandato         | 'Observações                                                                                   |
| 1  | José do Nascimento Teixeira                   |        | Partido Progressista PP                           | —                                                | 9 de dezembro de 1930  | 10 de novembro de 1937 | Prefeito nomeado                                                                               |
| 2  | Antônio das Chagas Viegas                     |        | Partido Social Democrático PSD                    | —                                                | 11 de novembro de 1937 | 30 de janeiro de 1948  | Prefeito nomeado                                                                               |
| 3  | Oswaldo da Fonseca Torga                      |        | Partido Social Democrático PSD                    | Antônio Tirado Lopes                             | 31 de janeiro de 1948  | 30 de janeiro de 1951  | Prefeito e vice eleitos                                                                        |
| 4  | Dario de Castro Monteiro                      |        | União Democrática Nacional UDN                    |                                                  | 31 de janeiro de 1951  | 30 de janeiro de 1955  | Prefeito eleito                                                                                |
| 5  | Nelson José Lombardi                          |        | União Democrática Nacional UDN                    | Antônio de Andrade Reis (UDN)                    | 31 de janeiro de 1963  | 12 de setembro de 1966 | Prefeito e vice eleitos                                                                        |
| 6  | Fábio Nelson Guimarães                        |        | Aliança Renovadora Nacional ARENA                 |                                                  | 12 de setembro de 1966 | 24 de setembro de 1966 | Prefeito interino                                                                              |
| 7  | Gen. Antônio Carlos Mourão Ratton             |        | Aliança Renovadora Nacional ARENA                 | —                                                | 24 de setembro de 1966 | 31 de janeiro de 1967  | Interventor federal                                                                            |
| 8  | Milton de Rezende Viegas                      |        | Movimento Democrático Brasileiro MDB              |                                                  | 31 de janeiro de 1967  | 31 de janeiro de 1971  | Prefeito eleito                                                                                |
| 9  | Mário Lombardi                                |        | Aliança Renovadora Nacional ARENA                 |                                                  | 31 de janeiro de 1971  | 31 de janeiro de 1973  | Prefeito eleito                                                                                |
| 10 | Lourival Gonçalves de Andrade, Zé Menino      |        | Aliança Renovadora Nacional ARENA                 |                                                  | 31 de janeiro de 1973  | 31 de janeiro de 1977  | Prefeito eleito                                                                                |
| 11 | Octávio de Almeida Neves                      |        | Movimento Democrático Brasileiro MDB              | Euclides Garcia de Lima Filho (MDB)              | 31 de janeiro de 1977  | 31 de janeiro de 1983  | Prefeito e vice eleitos                                                                        |
| 12 | Gerardo Cid de Castro Valério                 |        | Partido do Movimento Democrático Brasileiro PMDB  | Gustavo Campos (PMDB)                            | 31 de janeiro de 1983  | 31 de dezembro de 1988 | Prefeito e vice eleitos                                                                        |
| 13 | Rômulo Antônio Viegas                         |        | Partido do Movimento Democrático Brasileiro PMDB  | Carlos Alberto Nery (PMDB)                       | 1º de janeiro de 1989  | 31 de dezembro de 1992 | Prefeito e vice eleitos                                                                        |
| 14 | Nivaldo José de Andrade                       |        | Partido Democrático Social PDS                    | Carlos Alberto Braga                             | 1º de janeiro de 1993  | 31 de dezembro de 1996 | Prefeito e vice eleitos                                                                        |
| 15 | Carlos Alberto Braga                          |        | Partido da Frente Liberal PFL                     | Fernando Félix Vera Cruz (PFL)                   | 1º de janeiro de 1997  | 31 de dezembro de 2000 | Prefeito e vice eleitos: o titular e o vice se revezaram no governo ao longo de seus mandatos. |
| 16 | Nivaldo José de Andrade                       |        | Partido Progressista Brasileiro PPB               | Jorge Hannas Salim (PMDB)                        | 1º de janeiro de 2001  | 31 de dezembro de 2004 | Prefeito e vice eleitos                                                                        |
| 17 | Sidney Antônio de Sousa, Sidinho do Ferrotaco |        | Partido da Social Democracia Brasileira PSDB      | Cristiano Tadeu da Silveira (PT)                 | 1º de janeiro de 2005  | 31 de dezembro de 2008 | Prefeito e vice eleitos                                                                        |
| 18 | Nivaldo José de Andrade                       |        | Partido do Movimento Democrático Brasileiro PMDB  | Jorge Hannas Salim (PMDB)                        | 1º de janeiro de 2009  | 31 de dezembro de 2012 | Prefeito e vice eleitos                                                                        |
| 19 | Helvécio Luiz Reis, Professor Helvécio        |        | Partido dos Trabalhadores PT                      | Maria Cristina Alves Pereira (PT) Cristina Lopes | 1º de janeiro de 2013  | 31 de dezembro de 2016 | Prefeito e vice eleitos                                                                        |
| 20 | Nivaldo José de Andrade                       |        | Partido Social Liberal / União Brasil PSL / UNIÃO | Jorge Hannas Salim (PDT)                         | 1º de janeiro de 2017  | 31 de dezembro de 2024 | Prefeito e vice eleitos nas eleições municipais de 2016 e 2020                                 |
| 21 | Aurélio Suenes de Resende                     |        | Partido Liberal / PL                              | Rogério Cury (PL)                                | 1º de janeiro de 2025  | Atual                  | Prefeito e vice eleitos                                                                        |

Legenda
| cor   | significado                                                                                  |
| verde | mandatários eleitos por votação direta ou indireta (pela câmara municipal)                   |
| bege  | mandatários nomeados diretamente pelo governo central em épocas de convulsão político-social |